# Бенавенти (Сантарен)
Бенаве́нти (порт.  Benavente; [bɨnɐ'vẽt(ɨ)]) — посёлок в Португалии, центр одноимённого муниципалитета в составе округа Сантарен. Численность населения — 8,3 тыс. жителей (посёлок), 27,1 тыс. жителей (муниципалитет). Муниципалитет входит в экономико-статистический регион Алентежу и субрегион Лезирия-ду-Тежу. По старому административному делению входил в провинцию Рибатежу.
Покровителем посёлка считается Дева Мария (порт. Maria).

## Расположение
Посёлок расположен в 30 км южнее города Сантарен.
Муниципалитет граничит:
- на северо-востоке — муниципалитет Салватерра-де-Магуш
- на востоке — муниципалитет Коруше
- на юго-востоке — муниципалитет Монтижу
- на юге — муниципалитет Палмела, Алкошете
- на юго-западе — устье реки Тежу
- на северо-западе — муниципалитет Вила-Франка-де-Шира, Азамбужа

## Население
| Население муниципалитета Бенавенти (1801—2004) | Население муниципалитета Бенавенти (1801—2004) | Население муниципалитета Бенавенти (1801—2004) | Население муниципалитета Бенавенти (1801—2004) | Население муниципалитета Бенавенти (1801—2004) | Население муниципалитета Бенавенти (1801—2004) | Население муниципалитета Бенавенти (1801—2004) | Население муниципалитета Бенавенти (1801—2004) | Население муниципалитета Бенавенти (1801—2004) |
| ---------------------------------------------- | ---------------------------------------------- | ---------------------------------------------- | ---------------------------------------------- | ---------------------------------------------- | ---------------------------------------------- | ---------------------------------------------- | ---------------------------------------------- | ---------------------------------------------- |
| 1801                                           | 1849                                           | 1900                                           | 1930                                           | 1960                                           | 1981                                           | 1991                                           | 2001                                           | 2004                                           |
| 2758                                           | 4308                                           | 6413                                           | 8733                                           | 11 631                                         | 16 306                                         | 18 335                                         | 23 257                                         | 25 837                                         |

## История
Посёлок основан в 1200 году.

## Районы
В муниципалитет входят следующие районы:
- Барроза
- Бенавенти
- Самора-Коррейя
- Санту-Эштеван